# The Motion of Light in Water
The Motion of Light in Water: Sex and Science Fiction Writing in the East Village est l'autobiographie de l'auteur de science-fiction LGBT Samuel R. Delany. Il y livre ses expériences d'enfance et de jeunesse en tant qu'homme gay afro-américain, ainsi son mariage ouvert (en) et interracial avec la poétesse Marilyn Hacker. Il décrit des rencontres avec Albert Einstein, Bob Dylan, Stokely Carmichael et Stormé DeLarverie, un dîner avec WH Auden et un appel téléphonique à James Baldwin.
Parmi les nombreux événements culturels de la décennie dont il a été témoin, Delany raconte la première représentation à New York de 18 Happenings in 6 Parts de l'artiste Allan Kaprow. Cette performance de 1959 a marqué la fin du modernisme et le début du postmodernisme pour beaucoup. Dans la section 17.4 de l'édition de l'University of Minnesota Press, Delany décrit l'événement et analyse sa signification artistique.
L'introduction du livre met l'accent sur la notion de narrateur peu fiable : ses récits sur sa vie réelle selon son propre aveu contrastent souvent avec la manière dont elle s'est réellement déroulée.

## Prix
- 1989 Prix Hugo du meilleur livre non-fictif[3].

## Influence
Hazel Carby a indiqué qu'il s'agit selon elle de l'une des deux autobiographies contemporaines qui sont « absolument centrales à toute considération de la virilité noire » (l'autre étant celle de Miles Davis ).
Dans le chapitre « The Future Is in the Present » du livre Cruising Utopia (en) de José Esteban Munoz, The Motion of Light in the Water de Delany sert à expliquer comment l'avenir, en tant que forme d'utopie, peut être « entrevu » dans le présent à travers ce que Delany appelait « les corps massés » de la dissidence sexuelle.
Masha Gessen dans O, The Oprah Magazine (en) sélectionne l'ouvrage comme l'un des  « Meilleurs livres LGBTQ de tous les temps », le décrivant comme « un manuel sur l'observation de soi, une réflexion sur le sexe et l'amour, et le meilleur manuel d'écriture que je connaisse ».